# Метаматериал
Метаматериалите са изкуствени композитни материали с предварително зададени свойства, които могат да бъдат и такива, каквито не се срещат или са рядко срещани сред познатите естествени среди. Градивните елементи на метаматериала, техните форма, размери, взаимно разположение и ориентация, определят макроскопичния ефект, който ще се оказва върху преминаващ вълнови процес (електромагнитна, акустична или сеизмична вълна). В този смисъл, свойствата на метаматериала се определят от цялостната му структура. При условие че градивните елементи на метаматериала са много по-малки от дължината на вълната, средата може да се разглежда като еквивалентна на естествените среди, чиито атоми и молекули и разположението им определят начина, по който те влияят върху вълните.
Основното направление в изследванията на научната общност са електромагнитните метаматериали. Съществуват също така и изследвания върху акустични и сеизмични метаматериали.
Потенциалните приложения на математериалите включват изготвяне на насочени антени с висок коефициент на насочено действие, антени с честотно сканиране, оптични системи за съхранение на информация, неотразяващи и силно отразяващи покрития, миниатюризация на вълноводи, СВЧ филтри.

## Електромагнитни метаматериали
Начинът, по който една среда влияе върху електромагнитните вълни, се описва от параметрите диелектрична и магнитна проницаемост. При електромагнитните метаматериали обект на интерес са именно тези величини, както и определеният от тях коефициент на пречупване.

### Свойства

#### Лявоориентирана тройка вектори
Разпространението на електромагнитна вълна се описва от системата уравнения на Максуел. За плоска монохроматична вълна, разпространяваща се в посока Oz на Декартова координатна система, при липса на загуби векторите на електрическото и магнитно полета се изменят по закона {\displaystyle \scriptstyle \mathrm {e} ^{(}\mathrm {j} \omega -\mathbf {k} \cdot z)}, където е {\displaystyle \mathbf {k} } фазовата константна на разпространение (вълнови вектор), а уравненията на Максуел имат вида:
{\displaystyle {\begin{matrix}\mathbf {k} \times \mathbf {H} &=&-\omega \epsilon _{r}\mathbf {E} \\\mathbf {k} \times \mathbf {E} &=&\omega \mu _{r}\mathbf {H} ,\end{matrix}}}
където εr и μr са съответно относителните диелектрична и магнитна проницаемости.
В средите с положителни εr и μr векторите образуват тройка, която се подчинява на правилото на дясната ръка (т.нар. дясноориентирана тройка). При едновременно отрицателни проницаемости, уравненията на Максуел ще имат вида:
{\displaystyle {\begin{matrix}\mathbf {k} \times \mathbf {H} &=&\omega |\epsilon _{r}|\mathbf {E} \\\mathbf {k} \times \mathbf {E} &=&-\omega |\mu _{r}|\mathbf {H} ,\end{matrix}}}
от което следва, че векторите образуват лявоориентирана тройка.

#### Разпространение с обратни вълни
Посоката на разпространение на енергията на вълната се определя от вектора на Пойнтинг {\displaystyle \mathbf {P} =\mathbf {E} \times \mathbf {H} }, W/m2, който образува дясна тройка с векторите {\displaystyle \mathbf {E} } и {\displaystyle \mathbf {H} }. Следователно в средите с εr< 0 и μr< 0 векторът на фазовата скорост е насочен обратно на посоката на разпространение на енергията.

#### Отрицателен коефициент на пречупване
При едновременно отрицателни диелектрична и магнитна проницаемости коефициентът на пречупване {\displaystyle n=\pm {\sqrt {\epsilon _{r}\mu _{r}}}} има отрицателна стойност, тъй като {\displaystyle \mathbf {k} =n\mathbf {k_{0}} ,\mathbf {k} <0} (фазова скорост, обратна на посоката на разпространение на енергията).

#### Отрицателен ъгъл на пречупване
Ъгълът на пречупване при навлизане на електромагнитна вълна от среда с положителен коефициент на пречупване n1 под ъгъл θ1 в среда с отрицателен коефициент на пречупване n2, определен по закона на Снелиус, е:
{\displaystyle \sin \theta _{2}=-{\frac {|n_{2}|}{n_{1}}}\sin \theta _{1}}
При средите с положителни проницаемости ъгълът на пречупване е положителен (пречупеният лъч лежи в противоположната, спрямо нормалата към граничната повърхност, равнина). Ако обаче проницаемостите са отрицателни, то пречупеният лъч се отклонява в обратна посока.

#### Дисперсия
Съществуването на едновременно отрицателни диелектрична и магнитна проницаемости е възможно само при условие, че тези параметри се променят с честотата (честотна дисперсия). Проницаемости с едновременно отрицателни реални части се получават в ограничен честотен диапазон.

#### Обратен ефект на Доплер
В среда с едновременно отрицателни проницаемости честотата на електромагнитна вълна, излъчвана от отдалечаващ се от наблюдател източник, ще бъде измерена от наблюдателя като по-голяма от тази според източника (синьо отместване). Ако източникът се движи към наблюдателя, измерената честота ще бъде по-малка (червено отместване). Ефектът е обратен на наблюдавания при среди с положителни проницаемости.

#### Обратно излъчване на Черенков
При ефекта на Черенков се наблюдава излъчване на светлина от среда, през която се движи заредена частица със скорост, по-голяма от скоростта на светлината в средата. В среди с εr< 0 и μr< 0 ъгълът между направленията на движение на частицата и посоката на разпространение на вълновия фронт на излъчваната вълна е по-голям от 90° или вълната се излъчва назад спрямо посоката на движение на частицата. В среди с положителни проницаемости излъчването е напред.

### Видове

#### Според пространствената структура
Според пространствената си структура метаматериалите биват обемни и планарни. Обемните представляват тримерна структура (въпреки че могат да бъдат анизотропни и свойствата да се наблюдават само за някои от измеренията). Планарните представляват повърхност, като най-често са основани на предавателна линия – микролентова, копланарна или процепна.

#### Според използвания конструктивен подход
Според използвания конструктивен подход метаматериалите биват резонансни и безрезонансни. При резонансните се използват резониращи градивни елементи (обикновено резонатори с прекъснати пръстени и техни разновидности за постигане на отрицателна магнитна проницаемост). Като безрезонансни се конструират някои планарни метаматериали – предавателни линии, натоварени с елементи със съсредоточени параметри (кондензатори, варактори, бобини).

### Структура

#### Обемни метаматериали
Обемните метаматериали се изграждат чрез пространствено съвместяване на среда с отрицателна диелектрична проницаемост с такава с отрицателна магнитна проницаемост. Първата реализация е на проф. Дейвид Смит (Duke University) и датира от 2000 г.. В голямата си част следващите реализации се базират на същата идея. Всяка от съставните среди представлява периодичен масив от градивни елементи, като размерите и разстоянията между тях са много по-малки от дължината на вълната (поне 10 пъти). Последното е условие средата да се разглежда като „ефективно хомогенна“ – характеризирана от ефективни диелектрична и магнитна проницаемости.

##### Изкуствена среда с отрицателна диелектрична проницамост
За постигане на отрицателна ефективна диелектрична проницаемост (реална част) се използва среда от тънки линейни проводници. Ефективната диелектрична проницаемост на такава среда в направление, успоредно на проводниците за вълна, чийто вектор на електрическото поле е успореден на тях, се описва от модела на Друде (по подобие на диелектричната проницаемост на метали):
{\displaystyle \epsilon _{r}(\omega )=1-{\frac {\omega _{\mathrm {pe} }^{2}}{\omega ^{2}-\mathrm {j} \omega \Gamma _{e}}},}
където {\displaystyle \omega ,} rad/s е кръговата честота, {\displaystyle \omega _{\mathrm {pe} },} rad/s е т.нар. плазмена честота (определя се от радиуса на проводниците и разстоянието между тях), а {\displaystyle \Gamma _{e},} rad/s е коефициент, отчитащ загубите.
Съществува подход, при който за получаване на отрицателна диелектрична проницаемост се използва правоъгълен метален вълновод, работещ при честота, под критичната. В този случай във вълновода липсва вълнови процес, а ефективната му диелектрична проницаемост може да се счита за отрицателна.

##### Изкуствена среда с отрицателна магнитна проницамост
За постигане на отрицателна ефективна магнитна проницаемост се използва масив от т.нар. резонатори с прекъснати пръстени (split-ring resonator). Възбуждан от перпендикулярно на равнината му променливо във времето магнитно поле, резонаторът с прекъснати пръстени е източник на магнитен диполен момент, противостоящ на това поле и максимален по стойност при резонанс. Ефективната магнитна проницаемост се подчинява на закона на Лоренц:
{\displaystyle \mu _{r}(\omega )=1-{\frac {\omega _{\mathrm {pm} }^{2}-\omega _{0}^{2}}{\omega ^{2}-\omega _{0}^{2}-\mathrm {j} \omega \Gamma _{m}}},}
където {\displaystyle \omega _{\mathrm {pm} },} rad/s е плазмена честота, по аналогия с {\displaystyle \omega _{\mathrm {pe} }}, {\displaystyle \omega _{0},} rad/s е резонансната честота на резонаторите с прекъснати пръстени, а коефициентът {\displaystyle \Gamma _{m},} rad/s отчита загубите.
При проектиране, параметрите на елементите на масивите се подбират такива, че ωpe > ωpm > ω0. С това се осигурява лента на едновременно отрицателни проницаемости между честотите ω0 и ωpm.
За получаване на отрицателна магнитна проницаемост се използва и ферит. При феритните метаматериали, благодарение на явленията надлъжен и напречен феромагнитен резонанс, μr< 0 се постига в ограничена честотна лента при подходяща поляризация на падащата вълна.

#### Планарни метаматериали
Планарните метаматериали обикновено се изготвят на база планарни предавателни линии – копланарен вълновод, микролентова линия и др. Подходите за конструиране са:
- с натоварване на предавателна линия с резонансни елементи, подобни на използваните при обемните метаматериали[15][16];
- с използване на елементи със съсредоточени (например кондензатори за повърхностен монтаж) или полусъсредоточени елементи (например кондензатори в микролентово изпълнение)[17].

### История
Историята на създаване на метаматериалите е пряко свързана с изкуствените диелектрици. Първите разработки на изкуствен диелектрик датират от 1948 г. и принадлежат на У. Кок (Bell Laboratories). Работата му е мотивирана от нуждата от олекотени материали за изработка на антенни лещи.
Теоретично, проблемът за отрицателно пречупване на електромагнитни вълни е разгледан от Манделщам през 1944 г.. Той отбелязва, че за ъгъла на разпространение на пречупения лъч законът на Снелиус допуска две решения {\displaystyle \theta _{2}} и {\displaystyle \pi -\theta _{2}}. Второто решение се отхвърля за естествените среди с положителни проницаемости по физични съображения, тъй като налага фазовата скорост на вълната във втората среда да е насочена към граничната повърхност. Точно такъв обаче е случаят с метаматериалите с отрицателни проницаемости.
Първото теоретично разглеждане на материал с едновременно отрицателни стойности на диелектрична и магнитна проницаемост и неговите свойства е направено от В. Веселаго (Институт Лебедев) през 1968 г. Той посочва редица естествени среди, при които се наблюдава отрицателна диелектрична проницаемост, а за отрицателната магнитна проницаемост отбелязва, че не познаваме нито един материал, който да е изотропен и да притежава {\displaystyle \mu <0}. Това е и причината за липса на интерес към по-нататъшна дискусия по темата.
През 1999 – 2000 г. Дж. Пендри (Imperial College) предлага изкуствена среда с отрицателна магнитна проницаемост, съставена от различни магнитно поляризуеми елементи, най-популярни от които стават резонаторите с прекъснати пръстени. Първото докладвано експериментално изследване на метаматериал, образуван като пространствено съвместяване на масив от тънки кръгли линейни проводници (елементарни електрически вибратори) и резонатори с прекъснати пръстени, изготвени върху стъклотекстолит, принадлежи на проф. Д. Смит (2000 г.). Той реализира идеята на Пендри, като структурата е предназначена за микровълново излъчване (характеристична дължина на вълната 10 см).